# 大溪地島
大溪地島（法語發音：[ta.iti]，大溪地語發音：[taˈhiti]），又譯大溪地島，是法屬玻里尼西亞向风群岛（社會群島的一部分）上最大的岛屿，位于南太平洋中部。它是法属波利尼西亚群岛的经济、文化和政治中心。火山活动造就了大溪地島高耸的、山脉众多的地理环境，四周由珊瑚礁环绕。岛上人口数量为192,760（2017年人口普查），是法属波利尼西亚人口最多的岛屿，它占向风群岛总人口比率的68.6%。
法屬玻里尼西亞的首府帕皮提位于西海岸，法阿國際機場是这个地区唯一的国际机场，距离城市中心5公里（3.11英里）。塔希提岛在公元300至800年间最原始的定居者是波利尼西亚人，肥沃的土地和捕鱼为他们提供了食物，他们组成了这个岛上70%的人口。其余的人口主要由欧洲人，中国人以及他们通婚的后代组成。该岛在1880年就已被宣布为法国殖民地，但直到1946年那些当地居民才开始获得法国国籍。法语是塔希提岛上唯一官方语言，但当地语言大溪地语却是被广泛使用的一种语言。
大溪地島是南太平洋諸島中最多華人移居的地方，當中以客家人為主。島上佳麗多次在國際選美中贏得獎項。塔希提岛也是著名的旅游勝地，除了有陽光、沙灘等景點，也有不少渡假村。

## 歷史
大約在前2000年左右，第一批大溪地人經過長途跋涉，自東南亞或印度尼西亞出發，經斐濟、薩摩亞和東加等地，來到大溪地島。1788年，大溪地島的酋長波馬雷一世統一大溪地島，建立大溪地王國。1842年淪為法國的保護國。1880年被法國兼併，成為法屬玻里尼西亞的一部分直至如今。
塔希提的泰阿胡波奥是2024年夏季奥林匹克运动会冲浪项目的举办地，也是法國本土外唯一的奥运会举办地。

## 地理
塔希提是法属波利尼西亚中最高最大的岛屿。它座落于夏威夷的南方4400公里，距离智利以西7900公里，距离澳大利亚以东5700公里。
这座岛屿的面积为1045平方公里，最高峰奧羅赫納山有2241米高。

## 气候
每年11月至次年4月为雨季，其中最潮湿的为1月份，帕皮提录得340mm的雨量，最干燥的是8月份，仅有48mm降水量。平均温度随季节变化波动于21度-31度之间。录得的最低温和最高温分别是16度和34度。

## 人口
华人习惯上称之为“大溪地”，是一个三元文明汇聚交融之地。
法语是塔希提岛上唯一官方语言，但当地语言大溪地语（Reo Tahiti）却是被广泛使用的一种语言。塔希提岛约有3万5千华人，约占人口的12%，华侨经济约占当地85%以上。

## 經濟

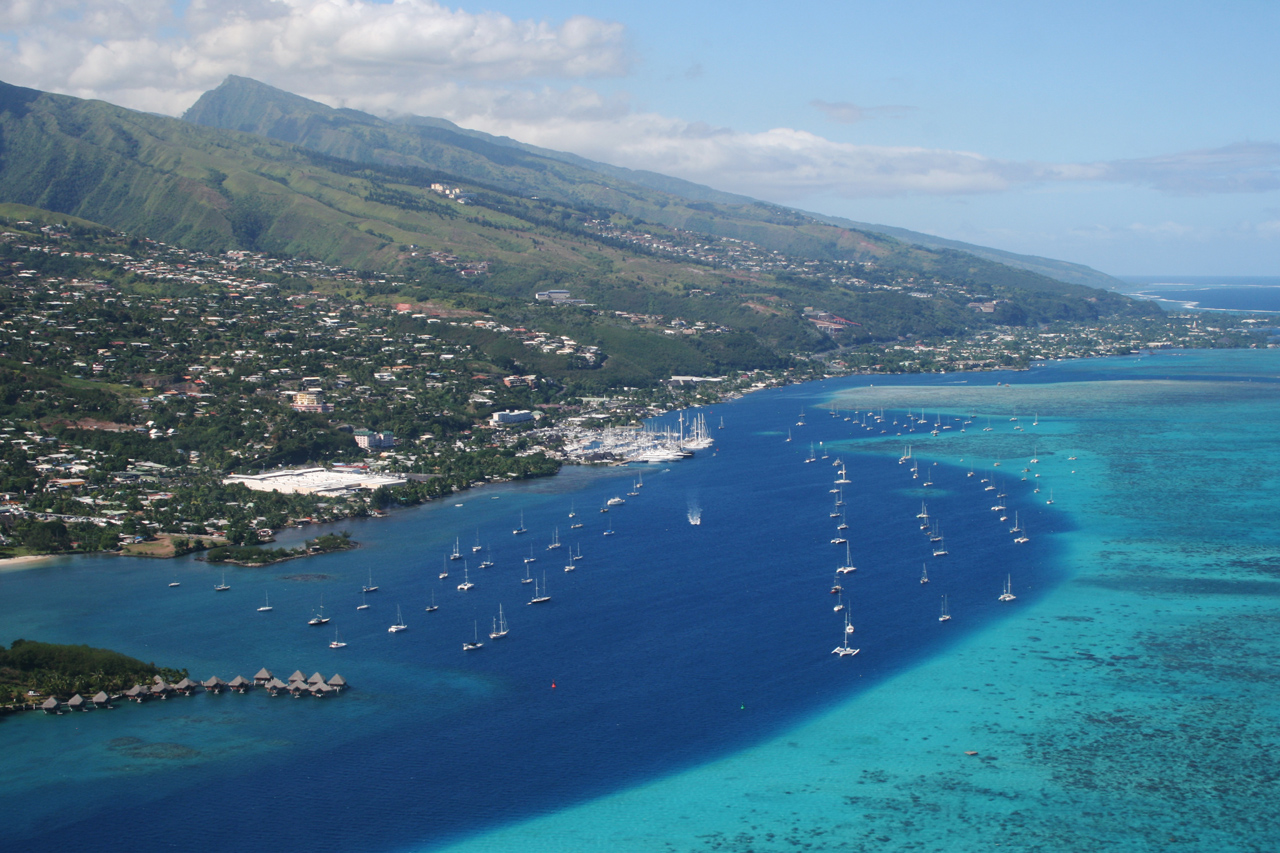
帕皮提

经济以农业为主，主产椰油、蔗糖、香草、磷灰石、水果、珍珠贝等。本世纪初开始发展旅游业和小型工业。當地的塔希提珍珠尤其出名，已經出口到日本、歐洲和美國等地。

## 教育
大溪地島上有法屬波利尼西亞大學，該大學成立於1987年，大約有3000名在讀學生。此外的教育機構就是中學拉梅奈學院（Collège La Mennais）。

## 知名人士
香港歌手和演员官恩娜就是在这里出生的。

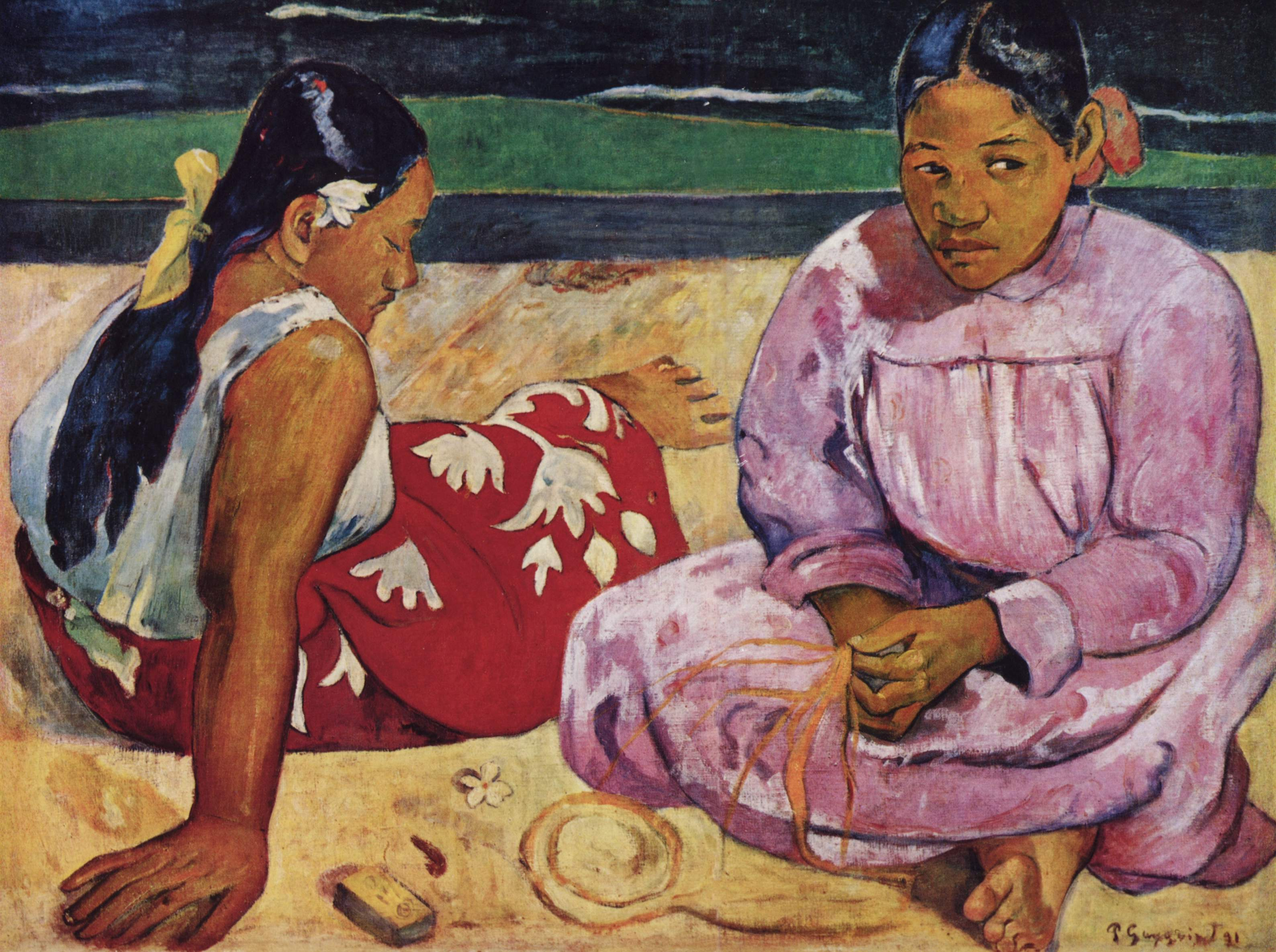
《沙灘上的大溪地女人》，1891年，保羅·高更，藏於奧塞美術館

塞穆爾·瓦利斯，一位英国船长，于1767年6月18日上岛，被认为是第一个登上大溪地島的欧洲人。
法国后印象派画家高更（1848—1903）晚年迁往塔希提岛生活，并在此创作了许多著名作品。这使得大溪地这个名字为更多的人所熟悉。

## 外部連結
- Official website for Tahiti Tourism Board
- Official website for citizens of North America (Tahiti Tourism Board)（页面存档备份，存于）
- Tahiti documentary
- CIA Factbook entry（页面存档备份，存于）
- 塔希提遺產（页面存档备份，存于）（法文），可用谷歌翻譯